# Candy (série télévisée)
Pour les articles homonymes, voir Candy.
Candy : Meurtre au Texas (Candy) est une mini-série américaine en cinq épisodes d'environ 50 minutes créée par Robin Veith, basée sur l'histoire vraie de Candy Montgomery, accusée du meurtre brutal de son amie Betty Gore dans les années 1980 au Texas, et diffusée du 9 au 13 mai 2022 sur Hulu.
Dans les pays francophones, elle est disponible depuis le 12 octobre 2022 sur Disney+.

## Synopsis
Candy Montgomery est une femme au foyer et une mère de famille typique des années 1980 qui a réussi : elle a un bon mari, deux enfants, une belle maison, et lorsqu'elle erre hors du droit chemin, tout est méticuleusement planifié et exécuté. Mais quand la pression de cette conformité devient trop forte, elle se rebelle pour un peu de liberté. Jusqu'à ce que quelqu'un lui dise de rentrer dans le rang, ce qui aura des conséquences mortelles.

## Distribution

### Principaux
- Jessica Biel (VF : Julie Turin) : Candy Montgomery
- Melanie Lynskey (VFB : Audrey d'Hulstère) : Betty Gore
- Pablo Schreiber (VFB : Marc Weiss) : Allan Gore
- Timothy Simons (VF : Pierre Tissot) : Pat Montgomery
- Raúl Esparza (VFB : Philippe Allard) : Don Crowder

### Secondaires
- Jessie Mueller (en) : Sherry Cleckler
- Adam Bartley (en) (VFB : Thierry Janssen) : Richard
- Jason Ritter : l'adjoint Denny Reese
- Justin Timberlake : l'adjoint Steve Deffibaugh (non crédité)

 Source et légende : version française (VF) sur RS Doublage et cartons télévisés du doublage français.

## Production

### Développement
En juillet 2020, il est annoncé qu'Universal Content Productions développait une série autour de Candy Montgomery, avec Robin Veith en tant que scénariste du pilote et Nick Antosca prêt à le produire sous sa société de production Eat the Cat. En décembre 2020, Hulu décroche la série. En octobre 2021, il est annoncé qu'Elisabeth Moss, qui devait à l'origine jouer le rôle de Candy, devait abandonner en raison de conflits d'horaire et serait remplacée par Jessica Biel.

### Tournage
Le tournage débute en décembre 2021 et s'est poursuivi jusqu'en février 2022. Il a eu lieu à Austell, en Géorgie.

## Épisodes
1. Vendredi 13 (Friday the 13th). Candy Montgomery vaque a ses occupations, tandis qu'Allan Gore tente de joindre sa femme, Betty.
2. Femme heureuse, vie heureuse (Happy Wife, Happy Life). Candy et Betty essaient de combler le vide de leurs vies.
3. Exagéré (Overkill). Candy et Betty se réjouissent de se faire de nouvelles amies.
4. Fille de couverture (Cover Girl). La vérité sur les Montgomery est sur le point d'être révélée.
5. Le Combat (The Fight). Candy raconte sa version des faits.